# Guilala's Counterattack
Pour plus de détails, voir Fiche technique et Distribution.
Guilala's Counterattack: Lake Toya Summit Crisis (ギララの逆襲/洞爺湖サミット危機一発, Girara no gyakushū : Tōya-ko Samitto kikiippatsu) est un film japonais réalisé par Minoru Kawasaki en 2008.

## Synopsis[1]
En 2008, les dirigeants des pays du G8 (Japon, Canada, France, Allemagne, Royaume-Uni, Italie, Russie et Etats-Unis) se réunissent lors d'un meeting au Japon. Pour l'occasion, Sumire Sumidagawa et Sanpei Toyama, deux reporters, couvrent l'évènement en prenant des photos sur place. En se baladant dans une foret aux alentours, ils découvrent un temple où est en train de se dérouler une danse rituelle.
Plus tard, une météorite s'écrase dans une ville et le monstre géant Guilala se révèle. Le géant détruit tout sur son passage avant de s'envoler sous forme de sphère rouge semblable à un soleil, et une alerte est donnée au G8 afin de faire évacuer les dirigeants. Mais le président Burger à la tête des USA parvient à convaincre les autres nations de rester afin de combattre au lieu de fuir.
Sumire and Sanpei sont envoyés pour se renseigner sur l'actualité du problème Guilala. Ils décident de retourner au temple où un petit garçon leur raconte la prophétie disant qu'un monstre géant viendrait détruire la Terre mais qu'il serait arrêté par le dieu Take-Majin, l'idole en or et à plusieurs bras du temple.
Le G8 découvre que Guilala provient en réalité d'un spore cosmique attaché à un satellite chinois s'étant écrasé sur Terre à cause de la croissance du monstre. Le crash a fait perdre beaucoup d'énergie à Guilala qui serait en recherche de grandes températures afin de retrouver toute sa force. Afin de détruire le kaiju, les pays proposent les uns après les autres des plans qui se terminent tous en échec. Ohizumi, un ancien premier ministre japonais respecté des américains se joint à la réunion afin de leur venir en aide, mais il s'avère plus tard que c'est en réalité le général de la Corée du Nord. Il révèle son identité ainsi que celle des interprètes internationales qui sont en réalité des soldates coréennes, prend en otage les membres du G8 et menace d'utiliser la bombe nucléaire afin de neutraliser Guilala. Cependant, le président français Sarkozy n'était pas présent car il s'était éclipsé pour séduire l'une des interprètes. Quand sa concubine lui apprend qu'elle est en réalité une espionne, il s'infiltre dans la salle prise en otage et parvient à faire diversion pour libérer la convention. Le dirigeant nord-coréen est capturé mais il active au dernier moment le détonateur de la bombe atomique et le missile est lancé en direction de Guilala.
Au temple, Sumire and Sanpei effectue dans un dernier espoir la danse d'invocation du yokai Take-Majin. Seulement l'armée les arrête dans leur tentative au moment ou Take-Majin est sur le point de s'éveiller afin de faire évacuer la population locale. Tout semble perdu, mais à l'instant ou le missile nucléaire va entrer en contact de Guilala le dieu apparaît et stoppe l'ogive nucléaire. L'explosion se produit dans son corps et ne fait aucune victime. Après un combat acharné, le monstre est vaincu et Take-Majin retourne dans son temple. Le G8 est soulagé d'apprendre la fin de la menace et décide de se relaxer dans un therme japonais bien que le leader nord-coréen se soit échappé.

## Fiche technique
- Titre : Guilala's Counterattack: Lake Toya Summit Crisis
- Titre original : Girara no gyakushû : Tôya-ko Samitto kikiippatsu
- Titre international alternatif : The Monster X Strikes Back : Attack the G8 Summit
- Réalisation :  Minoru Kawasaki
- Scénario : Masakazu Migita
- Production :  Shuntaro Kanai
- Musique originale : Yasuhiko Fukuda
- Langue : japonais
- Date de sortie :
  - Japon : 26 juillet 2008

## Distribution
- Kourosh « Ingo » Amini : Nicolas Sarkozy
- Takeshi Kitano : Demon-Man Take
- Natsuki Katō
- Kazuki Katō
- Susumu Kurobe
- Yōsuke Natsuki
- Bin Furuya